# Спорт във Велико Търново
Началото на спортното движение в града е поставено от Георги Живков – министър на просвещението през 1894 година. Методи Хаджипетков създава в града първата спортна организация в града – първа колоездачна група, която е първата подобна организация и в България. През 1928 година във Велико Търново се създав българския шахматен съюз. Спортът в града се развива усилено след началото на XX век. Търново е център на областните спартакиади. В града се е провеждал ежегоден крос „Ивайло“. На хълма Момина крепост няколко години са се провеждали спортни игри. В града се е провеждала и спортна алпиниада. Ежегодно в Търново се провежда лекоатлетически крос „Ивайло“.

## Футбол
През 1918 година в града се създава Спортен клуб „Славия“. Играчита от отбора са спортисти от улиците „Гурко“ и „Офицерска“. Няколко години по-късно се създава и Спортен футболен клуб „Левски“. Слез промените в България през 1945-та година,„Етър-1924“ престава да съществува до 1957 година и на негово място се появяват футболните клубове „Ударник“, „Септември“, „Спартак“, ДНА и „Червено знаме“.

### ПФК Етър 1924
ПФК„Етър“ е учреден през 1924 година, след обединяването на футболните отбори „Слава“, „Феникс“ и „България“. През 1930 година, отбора достига до полуфиналите на първенството.

### СФК Етър (Велико Търново)
На 17 юли 2013 г. е създаден СФК „Етър Велико Търново“, който след три години участие в Северозападната В група през 2016 г. завършва първи и влиза в професионалния футбол.

### ФК Болярки (Велико Търново)
Футболен клуб „Болярки“ е дамски футболен отбор, официално учреден на 6 ноември 2004 г. Президент на клуба е Йордан Грозданов, а треньор – Валентин Витанов.

### Етър-2
През 1999 година се създава дублиращ отбор на Етър, който играе в аматьорската В група.[източник? (Поискан днес)]

### Ивайло-97
През 1997 година в града се създава футболен клуб Ивайло 97. През първия си футболен сезон отборът играе в аматьорската В група. Президент на клуба е бил Ярослав Матоуш. Старши треньор за сезон 1999/2000 е бил Ангел Минчев. Играчите на отбора са се състезавали в карирани екипи.

## Баскетбол
- БК Етър-49
- БК Етрос Велико Търново
- БК Гочита

## Волейбол
- ВК Царевец

## Хандбал
- Етър-64

## Хокей на лед
- „Етро-92“

## Компаунд и арбалет
- „Етър-78“

## Художествена гимнастика
- Етър Елит

..

## Конен спорт
- Калоян-92